# チェッリオ
チェッリオ（伊: Cellio）は、イタリア共和国ピエモンテ州ヴェルチェッリ県チェッリオ・コン・ブレイアに属する分離集落（フラツィオーネ）。
かつては独立したコムーネであったが、2018年1月1日にブレイアと合併して新自治体の一部となった。

## 地理

### 位置・広がり
| コムーネとしてのチェッリオは、以下のコムーネと隣接していた。括弧内のVBはヴェルバーノ・クジオ・オッソラ県 所属を示す。 - ボルゴセージア - ブレイア - マドンナ・デル・サッソ (VB) - クアローナ - ヴァルドゥッジャ |